# Психопатія
Психопа́тія (від грец. ψυχή, psyche — душа і πάθος, pathos — хвороба) — патологічний тип поведінки, який виник на основі вродженої неповноцінності вищої нервової діяльності, а саме: значного зниження або відсутності проходження нервового імпульсу через мигдалевидне тіло. Дослідження проводять за допомогою магнітно-резонансного томографа. 
Психопатія — це незвичайний, аномальний характер, що ґрунтується на відсутності емпатії. Психопатію вважають вродженим стражданням. 
Формування психопатії відбувається до кінця пубертатного перехідного періоду, до того часу, коли завершується розвиток характеру людини.
Слід зазначити, що в чинному переліку діагнозів Міжнародної класифікації хвороб десятого перегляду (МКХ-10, ICD-10) психопатія не згадується.
В американській психологічній літературі психопатія як і соціопатія характеризується схильністю людини обманювати, красти, чинити шкоду,  маніпулювати людьми, нехтувати законами, суспільними правилами та моральними нормами. Психопати не мають відчуття винуватості та совісті, не відчувають страху. Така поведінка є центральною ознакою антисоціального розладу особистості (дисоціального розладу особистості).
Психопати мають схильність до зловживання алкоголем та наркотичними речовинами, але відносно рідко підпадають під залежність. У психопатів, як і у соціопатів спостерігається схильність до проміскуїтету, але на відміну від соціопатів, вони набагато краще можуть контролювати свою імпульсивну поведінку, а також приховувати засуджувані соціумом прояви свого характеру. Психопата зазвичай складно визначити в соціумі. 
Психологами визнається чек-лист Роберта Хаера, що містить 20 критеріїв як достовірний спосіб визначення психопатії. 
Для встановлення «важкості» психопатії мають значення кількість балів, визначених за чек-листом. Максимальну кількість балів - 40 набирали найжорстокіші злочинці і маніяки в історії людства. Мінімальні бали: 25 -згідно європейської класифікації, 30 - згідно американської класифікації характеризують особу, що може не проявляти кримінальної поведінки. 
За даними досліджень, проведених в США, кількість психопатів в соціумі становить приблизно 1%. Кількість соціопатів від 4 до 5 % 

## Інші визначення психопатії
- Психопатія — аномальний, дисгармонійний розвиток особистості із загальною нестійкістю.

- Психопатія — емоційно-вольовий розлад психіки без явних порушень роботи інтелекту. Такі розлади впливають на вольові якості людини, її характер, мотивацію дій, але це ніяк не стосується провалів у пам'яті.

- Психопатія — це вроджений дефект особистості, дефект центральної нервової системи, який зберігається усе життя, незалежно від того, чи людина спокійна, чи перебуває під впливом стресу. Одна з теорій формування психопатії — порушення розвитку зародку плода.

- Під психопатіями або розладами особистості розуміють стійкі аномалії особи, що характеризуються дисгармонією емоційно-вольової сфери та своєрідним, переважно афективним мисленням. Психопатія, по суті, не є нервово-психічним захворюванням, а є аномальним особистісним станом.

- Психопатія є наслідком патологічного формування особистості з вираженими розладами поведінки і соціальної адаптації, особливий вид дисгармонійного розвитку.

- Синонім терміну соціопатія.

### Ознаки психопатій
Психопатичні особливості проявляються в дитинстві або юності і без значних змін зберігаються протягом усього життя. Вони охоплюють всю особу, визначають її структуру і, звичайно, перешкоджають повноцінному пристосуванню особи до навколишнього середовища, ускладнюють її адаптацію.
Психопат бачить біля себе не людей, а тільки об'єкти для досягнення своєї мети. Вважають себе носіями абсолютної істини і контролерами. Спокійно можуть спостерігати будь-які сцени жорстокості. Психопат грає на публіку, всі емоції при цьому не справжні, а удавані.

## Розповсюдженість
Переважна більшість психопатичних осіб залишається поза увагою психіатрів, тому виявити дійсність розповсюдженості психопатій серед населення дуже складно.
Особи з діагнозом психопатія та особи з органічними ураженнями головного мозку переважно скоюють статеві злочини, а саме зґвалтування та задоволення статевої пристрасті неприродним способом — 25 % та 11 % відповідно. Антисоціальна психопатія також зустрічається в чоловіків у п'ять разів частіше, ніж у жінок.

## Види психопатій
За особливостями походження О. В. Кербіков поділяв психопатів на
1. Ядерні — вроджені, конституційні, тобто зумовлені особливостями загальної тілобудови;
2. Краєві — формуються внаслідок несприятливих впливів середовища;
3. Органічні — виникають після перенесених в дитинстві та в юності різних захворювань.

За клінічними особливостями, з урахуванням найвиразніших аномальних рис характеру, виокремлюють кілька варіантів психопатій:
- збудливого типу (кола);
- істеричного типу;
- паранояльного типу;
- гальмівні;
- шизоїдного типу;
- нестійкі (мозаїчні).

### Психопатії збудливого типу
Підвищена дратівливість, збудливість у поєднанні з експлозивністю (вибуховістю), через що існує назва «психопатії експлозивного типу», переважання злобності в коливаннях настрою, мстивість, в'язкість афективних реакцій, схильність до бурхливих проявів афекту у відповідь на часто незначні причини — ось головні характерологічні ознаки, що проходять через все життя таких психопатичних осіб. Це здебільшого постійно всім невдоволені люди, котрі шукають зачіпок для прискіпувань. Коливання настрою у них, як правило, зумовлені зовнішніми чинниками, може спостерігатись і підвищений настрій, однак він не досягає радісного ставлення до життя. Збудливі психопатичні особи переважно злі, їм бракує розсудливості і холодної оцінки ситуації, тому дрібні щоденні неприємності викликають у них виразні емоційні вибухи, спалахи нестримного гніву. Особливо чітко це виявляється в частих сімейних конфліктах.
Психопатичні особи цього типу надто нетерпимі до чужої думки, не виносять протиріч. Ці риси в поєднанні з властивим їм егоїзмом, небажанням рахуватися з інтересами інших дають привід для завжди поганих відносин з оточуючими. Повсякденні зіткнення призводять до уявлення про якесь їхнє особливе призначення. З'являються думки та висловлювання про те, що їх «не розуміють», «недостатньо цінують» на роботі і вдома. Більшість психопатичних осіб збудливого типу схильні до переоцінки своїх розумових здібностей, часто вважають себе людьми, котрі стоять вище середнього рівня. На тлі неприємних відносин з оточуючими ці якості виливаються в дріб'язкову прискіпливість, підозрілість. Такі особи образливі, злопам'ятні, застережливо відносяться до близьких, які часто не приймають їх вимог, чинять спротив їхнім примхам. Таке ставлення, звичайно, поглиблює конфлікти.
У суперечках із різних причин хворі доводять свою слушність не стільки логічними тлумаченнями, скільки намаганнями «перекричати» опонентів, здобути перевагу своїм сварливим характером. Вони прямолінійні, вперті. У декого з них виробляється своєрідна поза «борця за справедливість», «захисника» різних прав, при цьому вони намагаються подати себе справедливішими та достойними, ніж оточуючі, іноді вступають в конфлікти, коли «несправедливість» стосується третіх осіб, але швидко переходять до своїх особистих егоїстичних інтересів.

### Істеричні психопатії
Основним проявом цієї форми психопатії є егоцентризм, тобто прагнення бути в центрі суспільства, подій, звертати на себе увагу оточуючих. Вони дуже вразливі, суб'єктивні і доволі вільні в оцінці подій, що відбуваються. Водночас їхня вразливість стосується переважно об'єктів їхньої підвищеної уваги. Вони уявляють себе дуже витонченими, художніми натурами, яким доводиться спілкуватися з грубими, неосвіченими людьми. Нерідко їх психіка відрізняється інфантильністю, незрілістю. Для них характерний легкий перехід від захопленості до нігілізму в оцінці людей. Емоційно дуже рухливі, нерідко бувають бурхливі прояви емоцій (істерики), дуже схильні до навіювань і самосугестії. Вони постійно прагнуть бути в центрі уваги, переживають, якщо на них не звертають «належну» увагу. Уже в дошкільному віці виникають труднощі в поведінці: вони примхливі, дратівливі, прагнуть командувати однолітками, схильні до істеричних реакцій — падають на підлогу, плачуть, стукають ногами об підлогу, іноді б'ються головою об стіну, домагаючись свого. Дуже характерним є поєднання повноцінного інтелекту з вираженим егоцентризмом і інфантильною поведінкою. Егоцентризм робить їх байдужими до переживань і труднощів близьких людей, друзів; вони зосереджені зазвичай тільки на своїх переживаннях і своїх інтересах.

### Астенічна психопатія
В астенічних психопатичних осіб із дитинства спостерігається підвищена несміливість, нерішучість, вразливість. Особливо сором'язливими вони стають в новому оточенні, серед малознайомих людей, де їх не полишає відчуття власної неповноцінності. Підвищена чутливість, «мімозність», проявляється у таких осіб стосовно як психічних подразників, так і фізичних навантажень. При цьому вони відчувають виразні коливання працездатності, спади настрою, стомленість, розбитість.
Постійні якості цих осіб — подразлива слабкість, спалахи афекту при будь-яких напруженнях, непосильних для них. Характерним є дещо пригнічений фон настрою з легко виникаючою тривожністю, невпевненістю в собі при стиканні навіть із незначними труднощами. Дещо пізніше, в підлітковому віці, до цих астенічних патохарактерологічних особливостей можуть приєднуватися психастенічні риси.
У таких осіб виявляються підвищена рефлексія, прагнення до постійного психічного психоаналізу та самоконтролю. Із застереженням вони ставляться до всього нового, що спричиняє у них відчуття страху, тривоги, своєї неповноцінності. Часто при цьому з'являється схильність до настирливих сумнівів, легко формуються різні фобії.

### Психопатія типу нестійких
Нестійкі психопати характеризуються надзвичайною нестійкістю інтересів, захоплень, планів, рішень, нездатністю до тривалого зосередження, одноманітної діяльності. Вони підвищено навіювані та легко підпадають під чужий вплив. Залежно від характеру соціального середовища ці особливості психопатів можуть бути то більше, то менше виразними.
При наявності відповідного оточення ці особи легко втягуються в азартні ігри, вживають наркотики, алкоголь, стають сексуально розбещеними. Нерідко вони схильні до реакцій за збудливим та істеричним типами.
Сьогодні психіатри все частіше застосовують поняття «мозаїчна психопатія» у випадках, коли в клінічній картині досліджуваних осіб у різний час проявляються тією чи іншою мірою виражені ознаки майже всіх вищенаведених характерологічних особливостей.

### Психопатія гальмівного кола
Вольові прояви психопатичних осіб гальмівного кола характеризуються недостатністю, в них часто можна відзначити слабкість потягів — поганий апетит, відставання у сексуальному розвитку й аномальна сексуальність у дорослому віці (асексуальність, парафілії, тощо). Характерні і такі соматичні компоненти, як головні болі, розлади сну, неприємні відчуття в ділянці серця. Неухильні зіткнення з навколишнім середовищем здебільшого супроводжується в цих осіб астенічними емоціями пригніченості, сорому, відчуттям поразки та стражданням.
Властиві гальмівним психопатичним особам патохарактерологічні особливості часто заважають їх адаптації в колективі і сприяють створенню конфліктних ситуацій у різних сферах міжособистісних відносин (виробничих, сімейних тощо). У таких ситуаціях відбувається психопатична реакція з загостренням відчуття неповноцінності, відмовою від подальших дій, з фіксацією на іпохондричних переживаннях. У хронічних психотравмуючих ситуаціях можливе ускладнення структури психопатії з розвитком вторинних істеричних, параноїчних рис характеру.

### Шизоїдна психопатія
У цих хворих поряд із вразливістю, несміливістю, інерцією в життєвих колізіях відзначаються такі особливості, як уникання спілкування, інтровертованість, схильність до внутрішньої переробки своїх переживань, ускладнення контактів з особами найближчого оточення, схильність до фантазування на далекі від реальності теми, холодність до близьких, манірність і дивакуватість у поведінці. Проявляється також відсутність почуття гумору, надлишкова серйозність або сентиментальність, мрійливість. Вони виявляють схильність до самоаналізу, рефлексії, нерідко — високий освітній ценз, добру здатність до навчання при слабкій моторній вмілості. Їхні професії та захоплення належать переважно до галузі літератури, мистецтва, музики, теоретичних розділів науки. Захоплення нерідко «нестандартні», з прагненням до незвичайного (авангардистське мистецтво, поп-музика, екстрасенси, уфологія тощо). Разом із тим їхні захоплення не мають характеру відірваності від зовнішнього світу і дуже розповсюджені в мікрогрупах, в яких обертаються ці особи.
Вони часто міняють професію, роботу, місце проживання, причому ці зміни мотивуються пошуками цікавіших занять «для душі», «романтичних», «незвичайних» місць проживання. Всі ці пошуки спрямовані на максимальне самозадоволення без прагнення матеріального успіху або слави. Такими ж нерівними складаються в них і сімейні стосунки внаслідок непорозумінь і відсутності спільних інтересів.

### Психопатії паранояльного типу
При паранояльних психопатіях головними патохарактерологічними проявами є особлива схильність до надцінних утворень, поєднаних із малою гнучкістю психіки, підозрілістю і, зазвичай, підвищеною самооцінкою.
Виразні надцінні ідеї, а також перші паранояльні ідеї та реакції з'являються у цих хворих лише близько 20-25-річного віку. Однак і в більш ранньому віці виявляються патохарактерологічні реакції, які вказують на їх особливість і своєрідність. З дитинства їм властиві однобічні захоплення, які поєднуються з впертістю, прямолінійністю. Переоцінка своїх здібностей виявляється в тенденції до лідерства, самоствердження.
Такі особи надзвичайно чутливі до ігнорування їхньої думки, схильні до перебільшування значення розходжень у поглядах, вкрай образливі та злопам'ятні. Їх егоїзм, безкомпромісність, бажання в кожній ситуації вчиняти по-своєму, безапеляційна категоричність міркувань, як правило, заважають підтримувати рівні стосунки в колективах і сім'ї.
З віком властиві цим особам особливості, зазвичай, підсилюються. Хворі стають більш консервативними та ригідними, нетерпимість до іншої думки переростає в них у відкриту ворожість. Акцентована принциповість набуває характеру прискіпливості, перетворюється в дріб'язковий педантизм. «Боротьба за справедливість» розвивається в зв'язку з незначними подіями, які зачіпають егоїстичні інтереси цих осіб. Схильність до ідей, що легко виникають і домінують і стосуються афективно значущих переживань, як правило, поєднується з вузькістю мислення, його конкретністю, часто поверхневістю уявлень, банальністю і трафаретністю висловлювань і розумових висновків.
На фоні конфліктних стосунків у психопатичних осіб паранояльного типу дуже загострюються недовірливість, підозрілість, схильність до фантазування. Афективна охопленість у таких випадках визначає однобічну оцінку дійсності, своєрідний відбір та інтерпретацію різних подій на підтвердження власної точки зору. Внаслідок цього підозри, які виникають, все більше укріплюються, обростають «доказами», набувають маячного забарвлення. Таким чином, у психопатичних осіб у несприятливих умовах може розвинутися паранояльне маячення, зміст якого тісно пов'язаний з психотравмуючими обставинами (сутяжно-паранояльний розвиток, маячення ревнощів, винахідництва й ін).
У хронічних психотравмуючих умовах паранояльні переживання хворих можуть розширюватись і систематизуватися, набуваючи стійкого малокурабельного характеру (стан параної або паранояльний стан).

## Діагностика
При розпізнанні психопатій потрібно враховувати те, що особливості характеру проявляються не стільки у висловлюваннях хворого, скільки у його реакціях, вчинках та поведінці в цілому. Тому при встановленні діагнозу психопатії враховують об'єктивні відомості про хворого.
Найважливіша діагностична ознака при встановленні діагнозу психопатії — відсутність прогредієнтності. Це важливо для відокремлення психопатій від психопатоподібних станів, які можуть виникати на початку прогредієнтних психічних захворювань (таких, як шизофренія) або в результаті легких органічних змін психіки: під впливом травм, інфекцій та інтоксикацій, судинної та ендокринної патології.
Для компенсації та лікування психопатій необхідне правильне виховання, усунення психогенних травм, психотерапія, соціальна реабілітація і т. ін.